# Долинин, Валентин Алексеевич
Валентин Алексеевич Долинин (1919—2005) — советский учёный-медик, хирург, организатор здравоохранения и медицинской науки, доктор медицинских наук (1960), профессор (1966), генерал-лейтенант медицинской службы (1981). Лауреат Государственной премии СССР (1984). Заслуженный деятель науки РСФСР (1978).

## Биография
Родился 19 июля 1919 года в селе Илёв Нижегородской губернии в семье служащего.
С 1938 по 1942 годы обучался в Военно-медицинской академии имени С. М. Кирова, которую окончил с золотой медалью. С 1942 года после прохождения курсов военно-полевой хирургии при Центральном институте усовершенствования врачей был направлен в действующую армию на фронт. Участник Великой Отечественной войны в составе 167-го отдельного медико-санитарного батальона 186-й стрелковой дивизии, 80-го стрелкового корпуса, 3-й и 65-й армии, в должностях врача-педиатра, командира оперативно-перевязочного взвода, командира медицинской роты и ведущего хирурга, в званиях военного врача 3-го ранга, капитана и майора медицинской службы. Воевал на Калининском и 1-м Белорусском фронтах. За участие в войне и проявленные при этом мужество и героизм был награждён орденами Красной Звезды и Отечественной войны I и II степени.
С 1945 по 1947 годы — ведущий хирург отдельного медико-санитарного батальона Северной группы войск. С 1947 по 1955 годы — преподаватель кафедры военно-полевой хирургии Военно-медицинской академии имени С. М. Кирова. С 1955 по 1956 годы — военный советник главного хирурга и начальника Военно-медицинского института Корейской Народно-Демократической Республики. С 1960 по 1965 годы — главный хирург Группы советских войск в Германии.
С 1965 по 1968 годы — заместитель начальника кафедры военно-полевой хирургии, с 1968 по 1985 годы — заместитель начальника Военно-медицинской академии имени С. М. Кирова по учебной и научной работе, с 1985 по 2005 годы — профессор кафедры военно-полевой хирургии.
В 1950 году В. А. Долинин защитил диссертацию на соискание учёной степени кандидата медицинских наук, а в 1960 году — диссертацию на соискание учёной степени доктора медицинских наук по теме «Хирургическая тактика при массивном гемотораксе». В 1966 году В. А. Долинину было присвоено учёное звание профессора.
Постановлением Совета Министров СССР от 20 мая 1971 года, В. А. Долинину было присвоено воинское звание генерал-майора медицинской службы, 16 февраля 1979 года — генерал-лейтенант медицинской службы.
Основная педагогическая и научно-методическая деятельность В. А. Долинина была связана с вопросами в области исследований по поражающему действию напалма и лечению пострадавших, он внёс весомый вклад в развитие военно-полевой хирургии. В. А. Долинин являлся депутатом Ленинградского городского совета народных депутатов, членом Правления Всесоюзного общества хирургов и членом Учёного совета ЦВМУ МО СССР. Он являлся автором более 180 научных трудов, в том числе шестнадцати монографий, под его руководством было выполнено 5 докторских и 12 кандидатских диссертаций.
В 1978 году Указом Президиума Верховного Совета РСФСР «За выдающиеся заслуги в научной и педагогической деятельности» В. А. Долинину было присвоено почётное звание «Заслуженный деятель науки РСФСР».
В 1984 году Постановлением ЦК КПСС и Совета Министров СССР «За разработку проблемы „Ожоги как вид боевой травмы“» В. А. Долинин был удостоен Государственной премии СССР.
Скончался 18 октября 2005 года в Санкт-Петербурге, похоронен на Волковском кладбище.

## Основные труды
- Операции при ранениях и травмах / В. А. Долинин, Н. П. Бисенков. - Ленинград : Медицина. Ленингр. отд-ние, 1972 г. — 175 с.
- Развитие идей В.А. Оппеля в трудах советских ученых: Тезисы докл. на Конф., посвящ. столетию со дня рождения В.А. Оппеля. 16-17 янв. 1973 г. / Ред. коллегия: ... В. А. Долинин (отв. ред.) [и др.] ; Воен.-мед. акад. им. С. М. Кирова. Ленингр. сан.-гигиен. мед. ин-т. Ленингр. гос. ин-т усовершенствования врачей им. С. М. Кирова - Ленинград: 1973 г. — 215 с.
- Владимир Андреевич Оппель / В. А. Долинин, И. Т. Леонов. - Ленинград: 1973 г. — 66 с.
- Поражающее действие напалма и лечение пострадавших / Воен.-мед. акад. им. С. М. Кирова. - Ленинград: 1975 г. — 194 с.
- Актуальные вопросы лечения переломов длинных трубчатых костей: Тезисы и рефераты докл. на Науч. конф., посвящ. 75-летию Кафедры воен. травматологии и ортопедии ВМА им. С. М. Кирова. 19-20 ноября 1975 г. / Ред. коллегия: проф. В. А. Долинин (отв. ред.) [и др.] ; Воен.-мед. акад. им. С. М. Кирова. - Ленинград : 1975 г. — 108 с.
- Особенности патогенеза и терапии шока при травмах различной локализации: Материалы к симпозиуму. Ленинград, 17-18 мая 1977 г. / Ред. коллегия: В.А. Долинин, отв. ред. и др. ; Воен.-мед. акад. им. С.М. Кирова. - Ленинград : 1977 г. — 180 с.
- Яков Васильевич Виллие: Биогр. очерк / Ленинград: 1978 г. — 48 с.
- Техника хирургических операций при ранениях и заболеваниях сосудов / В. А. Долинин, Л. В. Лебедев, И. Г. Перегудов. - Ленинград: 1978 г. — 146 с.
- Операции при ранениях и травмах / В. А. Долинин, Н. П. Бисенков. - 2-е изд., доп. - Л. : Медицина : Ленингр. отд-ние, 1982 г. — 192 с.
- Диалектика и логика клинического мышления / В. А. До линин, В. П. Петленко, А. С. Попов; Под общ. ред. В. А. Долинина. - Л.: 1982 г. — 256 с.
- Я. В. Виллие, 1766—1854 / В. А. Долинин. - М. : Медицина, 1984 г. — 47 с.
- Станислав Иосифович Банайтис: Воен. хирург / В. А. Долинин; Воен.-мед. акад. им. С. М. Кирова. - Л.: 1988 г. — 50 с.
- Техника хирургических операций на сосудах / В. А. Долинин, Л. В. Лебедев, И. Г. Перегудов. - СПб. : Гиппократ, 1996 г. — 139 с. — ISBN 5-8232-0112-5
- Иван Александрович Клюсс, 1899—1948 гг. / В. А. Долинин, И. Т. Леонов; Воен.-мед. акад. - СПб. : Воен.-мед. акад., 2002 г. — 79 с.
- Военврач Д. Кувшинский / Валентин Долинин. - СПб., 2004 г. - (ООП НИИХ СПбГУ) - 76 с. — ISBN 5-9651-0004-3
- Техника хирургических операций на сосудах / В. А. Долинин [и др.]. - Изд. 3-е, доп. и перераб. - СПб. : Гиппократ, 2004 г. - (ОАО ИПП Искусство России). - 170 с. — ISBN 5-8232-0017-X
- Операции при ранениях и травмах / В. А. Долинин, Н. П. Бисенков. - Изд. 4-е, перераб. и доп. - СПб. : Фолиант, 2005 г. — 182 с. — ISBN 5-93929-119-8

## Награды
- Орден Отечественной войны I и II степени (11.04.1944, 20.06.1945)
- Два Ордена Красной Звезды (03.08.1943, 03.11.1953)
- Орден «За службу Родине в Вооружённых Силах СССР» III степени
- Две Медали «За боевые заслуги» (09.03.1943, 20.06.1949)
- Медаль «За победу над Германией в Великой Отечественной войне 1941—1945 гг.» (09.05.1945)
- Медаль «За освобождение Варшавы» (9.06.1945[6])

### Звания
- Заслуженный деятель науки РСФСР (1978)

### Премии
- Государственная премия СССР (1984)